# 奥斯卡·柯克西卡

《风的新娘》

奥斯卡·柯克西卡 CBE（德語：Oskar Kokoschka，（1886年3月1日—1980年2月22日）是一位奥地利艺术家、诗人、剧作家和教师，以其强烈的表现主义肖像和风景画以及影响维也纳表现主义运动的视觉理论而闻名。

## 早年经历
奥斯卡·柯克西卡出生在珀希拉恩是波希米亚金匠古斯塔夫·约瑟夫·科科施卡和玛丽亚·罗曼娜·柯克西卡的第二个孩子。他有一个姐姐贝尔塔，生于1889年.弟弟博胡斯拉夫,生于1892年；还有一个在婴儿时期就死去的哥哥。小奥斯卡对厄运有着强烈的迷信，他的母亲生下他后不久，波赫兰发生了一场火灾的故事，这加强了他对厄运的迷信.柯克西卡在这个家庭的生活并不轻松，主要是由于他父亲的经济状况不佳。他们不断搬进更小的公寓，离繁华的城镇中心越来越远.由于其父亲没什么本事，柯克西卡于是疏远了父亲,但与母亲关系比较近.他视自己为一家之主，在经济独立后继续养家糊口。柯克西卡于1897 年进入中学,重点放在科学和语言等现代学科的研究上。尽管他打算继续接受正规的化学教育，但柯克西卡对这些科目并不感兴趣，因为他只擅长文艺学科，并且在上课期间大部分时间都在阅读经典文学作品。像柯克西卡的许多相同年纪的法国人和德国人一样，他对欧洲各地民族志展品中的原始和独特的艺术非常感兴趣.

## 教育经历
在对其的一些绘画产生深刻印象后，他的其中一位老师建议柯克西卡从事美术事业。于是他违背父亲的意愿，申请了维也纳的工艺美术学校，即现在的维也纳应用艺术大学。他获得了奖学金，是为数不多的被录取申请人之一。工艺美术学校是一所进步的应用艺术学校，主要专注于建筑、家具、手工艺和现代设计。与同时期更负盛名和传统的维也纳美术学院不同，艺术学院由维也纳分离的讲师主导。柯克西卡从1904年到1909年在那里学习，并受到他的老师卡尔·奥托·切什卡的影响，开发了一种属于自己的绘画风格。
柯克西卡的早期作品包括儿童的手势画，被他的同伴描绘成和尸体一样尴尬。柯克西卡没有接受过正式的绘画培训，因此没考虑过“传统”或“那个时代正确”的绘画方式。维也纳的工艺美术学校的教师通过维纳车间或维也纳研讨会帮助柯克西卡获得机会。柯克西卡的第一批佣金是靠画儿童明信片和图纸。柯克西卡后来回忆道，这项练习为“[他的]艺术训练提供了基础”。他早期的职业生涯以维也纳名人的肖像为标志，这些肖像以紧张的动画风格绘制。
毕业以后，柯克西卡致力于教授艺术，并撰写文章和演讲，记录他作为教育家的观点和实践。17世纪捷克人文主义和教育改革家扬·阿莫斯·夸美纽斯是科科奇卡在如何对待教育方面的主要影响。柯克西卡于1911年至1913年在维也纳任教，然后于1919年至1923年在德累斯顿任教。 虽然各种出版物都提到了他作为教师的努力，但这些努力通常侧重于他在自己的艺术中捕捉到的个性，而不是他的课堂实践。柯克西卡忽视了艺术教育工作者承担的传统结构化方法和理论，而是通过充满神话主题和戏剧性情感的故事讲述来教授。 1912年，柯克西卡在维也纳的文学与音乐学术协会发表了论文《论愿景的本质》。本文概述了柯克西卡关于内视觉和光学视觉之间关系的艺术概念化。在考虑自己的艺术时，柯克西卡表示，灵感来自他在与当代环境互动时以光学方式收集的日常观察。柯克西卡承认这些刺激如何在他内心的想象中表现出来，并导致了其利用潜意识而不是光学视觉来创作。此外，柯克西卡授予观众根据他们在自己的意识领域如何体验视觉来解释图像的任务。这个概念与瓦西里·康定斯基关于艺术精神的理论一致，已成为艺术史学家理解维也纳表现主义的基础。

## 维也纳前卫时期
1908年，柯克西卡有机会向第一届维也纳艺术馆提交作品。举办这次政府资助的展览既是为了吸引游客，也是为了肯定维也纳在艺术界的突出地位。柯克西卡收到了维纳车间主任弗里茨·温多弗的委托，以获得补充儿童读物并在展览上展示的彩色图像。然而，柯克西卡冒昧地制作了图像，作为他一年前写的诗《做梦的少年》的插图，这首诗的形式是自传式的青少年幻想，对年轻观众来说太不合适了。 柯克西卡在他的自传中解释了这首诗的起源，这首诗遵循了他年轻学生爱上瑞典同学莉莉丝的个人经历。受中世纪艺术作品的影响，柯克西卡在每个图像中同时描绘了不同的时间时刻。柯克西卡还采用了欧洲传统民间艺术的大胆线条和富有表现力的色彩，并将其与新艺术运动的风格化装饰和二维体并列。
《做梦的少年》和名为《梦想承载者》的文本现已丢失，但却是柯克西卡有史以来第一批展出的作品。与书籍插图一样，柯克西卡的作品因其对年轻、异国情调和性感幻想的描绘而令人不安。在展示这两部作品时，柯克西卡受到了保守派官员的强烈反对，在500本《做梦的少年》中，只有一小部分实际上被装订和出售。结果，他被驱逐出工艺美术学校，并在维也纳前卫区找到了自己的位置。奥地利建筑师阿道夫·卢斯结识了柯克西卡，并将他介绍给其他前卫成员，这些成员随后在一系列肖像画中成为他的主题。

## 肖像画
柯克西卡在1909年至1914年间画了大部分肖像画。与爱德华·蒙克等许多同时代人一样，柯克西卡保持着完全的艺术自由。柯克西卡的大部分客户都是建筑师卢斯介绍的，是卢斯订购了肖像，而且如果客户选择不购买，他就会原价购回。柯克西卡的其肖像以他圈子里支持这一时期现代艺术的朋友和倡导者为主。这个画肖像的团体的杰出成员包括艺术品经销商赫沃斯·瓦尔登、艺术支持者乐天弗朗索斯、诗人彼得·阿尔滕贝格以及艺术历史学家汉斯和埃里克·蒂策。
柯克西卡的肖像展示了传统肖像的惯例，主要是关于他捕捉座位的视角。然而，柯克西卡还采用了现代风格的元素，包括将手融入构图中，以进一步捕捉个人手势表达的情感。这些肖像还利用了保姆身体的无意识定位，柯克西卡认为这将揭示他们潜意识的内在张力。
柯克西卡的肖像采用了富有表现力的调色板，类似于当时德国Die Brücke艺术家的作品。柯克西卡使用尖锐、刺耳的颜色，使受试者看起来像腐烂的尸体，这并不意味着被理解为他们个人身体状况的描绘，而是分解年龄的总体迹象。大胆的线条和鲜艳的色彩斑块与原本坚实、暗淡的背景并列，是对柯克西卡和圈子里的焦虑的视觉诠释。然而，柯克西卡的肖像与同时代人的肖像不同，因为他相信绘画行为本身的象征重要性，可见的笔触和裸露的画布区域强调了这一点。柯克西卡将绘画技巧与绘画中使用的绘画技术相结合，这体现在他对鲜艳和对比鲜明的颜色的使用、快速的笔触、焦虑的划痕和不均匀的处理中可以看出。
柯克西卡在1909年的一封信中指出，他“想做一幅神经紊乱的肖像。”由于没有额外的元素来为保姆建立叙事，柯克西卡强调，个人的本质是通过创造他们形象的方式出来的。艺术史学家帕特里克·韦克纳描述了柯克西卡的肖像，他认为皮肤就像与身体分离一样，让观众像面纱一样透视面纱，只是为了使描绘手段可见。柯克西卡的肖像作为一个整体评论了那些意识到1918年奥地利帝国旧秩序结束的文化环境变化的人所感受到的压倒性的不确定感。

## 第一次世界大战
他在第一次世界大战中自愿作为一名骑兵在奥地利军队服役，并于 1915 年受重伤。在医院，医生判定他精神不稳定。尽管如此，他继续发展自己的艺术家职业生涯，周游欧洲并画风景。
1919 年，柯克西卡开始在德累斯顿艺术学院任教。在 1920 年致德累斯顿居民的一封公开信中，柯克西卡认为，为了保护无法逃脱交火的艺术，革命政党之间的内战应该转移到城市边界之外。这封信是在 1920 年 3 月 15 日的一起事件之后写的，当时一颗子弹在喷泉处损坏了芭丝谢巴，这是彼得保罗鲁本斯的一幅画。 由于他的信，柯克西卡在所谓的艺术恶棍辩论中受到了共产主义艺术家乔治·格罗兹和约翰·哈特菲尔德的强烈反对。然而，许多其他艺术家继续支持柯克西卡的作品。
1922年5月，他参加了国际进步艺术家大会，并签署了《国际进步艺术家联盟成立宣言》。 
柯克西卡于 1931 年秋天回到维也纳，在那里他在十一年前为父母购买的房子里住了六个月。这座房子位于维也纳第 16 区，被称为利勃哈斯塔尔，现在作为艺术家的工作室，提供了一个被市议会改建为孤儿院的威廉敏堡宫。在此期间，柯克西卡接受了社会民主党市议会的委托，即“红色维也纳”，为一幅将挂在市政厅或市政厅内的画作。柯克西卡 和其他奥地利艺术家被要求创作一幅描绘维也纳的艺术品，以贡献于由维也纳博物馆管理的这个项目。为了纪念市法律顾问的人道主义努力，柯克西卡决定在由城市景观组成的构图的前景中描绘在宫殿外玩耍的儿童。 画中其他可识别的维也纳建筑包括市政厅和圣斯蒂芬大教堂。

## 堕落和第二次世界大战
1934年，因为纳粹开始反对一切现代艺术的运动，他逃往布拉格，在那里和其他表现主义艺术家组织了一个“柯克西卡帮”。1938年德意志国防军开始准备入侵捷克，他在捷克斯洛伐克难民委员会的帮助下逃往英国，在那里一直待到战后。

## 晚年的生活
1946年，柯克西卡加入英国国籍，1978年恢复奥地利国籍，1947年曾短暂访问美国，以后定居瑞士直到去世。柯克西卡这些年在瑞士担任教育工作者（Ricarda Jacobi是他的学生之一），同时还从事舞台设计和出版他的作品集。1962年，柯克西卡的作品回顾展在伦敦泰特美术馆展出。
柯克西卡于 1980 年 2 月 22 日在蒙特勒去世，享年 93 岁，在他 94 岁生日前 8 天，死于感染流感后的并发症。他被安葬在蒙特勒中央公墓。
柯克西卡的画作有其独特的风格，他的文学作品也同样具有强烈的幻觉印象，如同作家被强迫服用了迷幻药一样。他的剧作《暗杀者，女人们的希望》（1909年）被称为是世界上第一部表现主义戏剧。他的《俄耳甫斯和欧利蒂丝》（1918年）被改编为歌剧。

## 荣誉
1959年新年荣誉中获颁发大英帝国勋章.
1960年与马克·夏卡尔一同荣获伊拉斯谟奖.

## 作品
- 1909: Lotte Franzos
- 1909: Martha Hirsch I
- 1909: Hans and Erika Tietze
- 1909: St. Veronica with the Sudarium
- 1909: Les Dents du Midi
- 1909: Children Playing
- 1910: Still Life with Lamb and Hyacinth
- 1910: Rudolf Blümner
- 1911: Lady in Red
- 1911: Hermann Schwarzwald I
- 1911: Egon Wellesz
- 1911: Crucifixion
- 1912: Two Nudes
- 1913: Landscape in the Dolomites (with Cima Tre Croci)
- 1913: The Tempest
- 1913: Carl Moll
- 1913: Still Life with Putto and Rabbit
- 1914: 风的新娘
- 1914: Portrait of Franz Hauser
- 1915: Knight Errant
- 1917: Portrait of the Artist's Mother
- 1917: Lovers with Cat
- 1917: Stockholm Harbour
- 1920: The Power of Music
- 1919: Dresden, Neustadt I
- 1921: Dresden, Neustadt II
- 1921: Two Girls
- 1922: Self-Portrait at the Easel
- 1923: Self-Portrait with Crossed Arms
- 1924: Venice, Boats on the Dogana
- 1925: Amsterdam, Kloveniersburgwal I
- 1925: Toledo
- 1926: Mandrill
- 1926: Deer
- 1926: London Large Thomas View I
- 1929: Arab Women and Child
- 1932: Girl with Flowers
- 1934: Prague, View from the Villa Kramář
- 1937: Olda Palkovská
- 1938: Prague – Nostalgia
- 1940: The Crab
- 1941: Anschluss – Alice in Wonderland
- 1941: The Red Egg
- 1948: Self-Portrait (Fiesole)
- 1962: Storm Tide in Hamburg
- 1966: The Rejected Lover
- 1971: Time, Gentlemen, Please

## 外部連結
- 在Find a Grave上的奥斯卡·柯克西卡
- Fondation Oskar Kokoschka （页面存档备份，存于） at the Musée Jenisch in Vevey, with illustrations of Kokoschka works, text in French
- Kokoschka: Knight Errant of 20th Century Painting （页面存档备份，存于）, a memorial lecture by Carol Hoorn Fraser
- Gallery of Kokoschka's early works （页面存档备份，存于）
- Kokoschka's "Double Portrait of Hans Mardersteig and Carl Georg Heise", "The Mandril" and "Walter Hasenclever"[] at the Museum Boijmans Van Beuningen in Rotterdam, with images of the works, and descriptions in English.